# Кім Сон Хян
Кім Сон Хян (кор. 김선향; нар. 9 квітня 1997) — північнокорейська борчиня вільного стилю, бронзова призерка чемпіонату світу, срібна призерка чемпіонату Азії, срібна та бронзова призерка Азійських ігор.

## Життєпис
Боротьбою почала займатися з 2011 року. У 2013 році стала чемпіонкою Азії серед кадетів. Наступного року нацих же змаганнях знову перемогла. Того ж року здобула титул чемпіонки літніх юнацьких Олімпійських ігор. У 2002 році завоювала срібну медаль чемпіонату Азії серед юніорів.
Вона посіла перше місце на Всесвітньому олімпійському кваліфікаційному турнірі з боротьби 2024 року, який проходив у Стамбулі, Туреччина, забезпечивши собі право виступити на Літніх Олімпійських іграх 2024 року в Парижі, Франція. Однак за десять днів до початку Олімпіади вона несплдівано відмовилася від участі. Її місце на Олімпійських іграх зайняла італійка Емануела Ліуцці.
Виступає за спортивний клуб Пхеньяна. Тренер — Пак Хьон Чол.

## Спортивні результати на міжнародних змаганнях

### Виступи на Чемпіонатах світу
| Змагання                        | Збірна         | Вагова категорія          | Місце  |
| ------------------------------- | -------------- | ------------------------- | ------ |
| Чемпіонат світу з боротьби 2017 | Північна Корея | жіноча боротьба, до 48 кг | Бронза |
| Чемпіонат світу з боротьби 2018 | Північна Корея | жіноча боротьба, до 50 кг | 5      |
| Чемпіонат світу з боротьби 2019 | Північна Корея | жіноча боротьба, до 50 кг | 13     |

### Виступи на Чемпіонатах Азії
| Змагання                       | Збірна         | Вагова категорія          | Місце  |
| ------------------------------ | -------------- | ------------------------- | ------ |
| Чемпіонат Азії з боротьби 2017 | Північна Корея | жіноча боротьба, до 48 кг | Срібло |

### Виступи на Азійських іграх
| Змагання           | Збірна         | Вагова категорія          | Місце  |
| ------------------ | -------------- | ------------------------- | ------ |
| Азійські ігри 2018 | Північна Корея | жіноча боротьба, до 50 кг | Бронза |
| Азійські ігри 2022 | Північна Корея | жіноча боротьба, до 50 кг | Срібло |

### Виступи на інших змаганнях
| Змагання                                                      | Збірна         | Вагова категорія          | Місце  |
| ------------------------------------------------------------- | -------------- | ------------------------- | ------ |
| Гран-прі «Іван Яригін» 2018                                   | Північна Корея | жіноча боротьба, до 50 кг | Срібло |
| Олімпійський кваліфікаційний турнір з боротьби 2024 (Бішкек)  | Північна Корея | жіноча боротьба, до 50 кг | 5      |
| Олімпійський кваліфікаційний турнір з боротьби 2024 (Стамбул) | Північна Корея | жіноча боротьба, до 50 кг | Золото |

### Виступи на змаганнях молодших вікових груп
| Змагання                                     | Збірна         | Вагова категорія          | Місце  |
| -------------------------------------------- | -------------- | ------------------------- | ------ |
| Чемпіонат Азії з боротьби серед кадетів 2013 | Північна Корея | жіноча боротьба, до 46 кг | Золото |
| Чемпіонат Азії з боротьби серед кадетів 2014 | Північна Корея | жіноча боротьба, до 46 кг | Золото |
| Літні юнацькі Олімпійські ігри 2014          | Північна Корея | жіноча боротьба, до 46 кг | Золото |
| Чемпіонат Азії з боротьби серед юніорів 2015 | Північна Корея | жіноча боротьба, до 48 кг | Срібло |